# Pitogo, Quezon
Pitogo là một đô thị cấp năm ở tỉnh Quezon, Philippines. Theo điều tra dân số năm 2007, đô thị này có dân số 21.095 người.

## Các đơn vị hành chính
Pitogo, về mặt hành chính, được chia thành 39 khu phố (barangay).
| - Amontay - Cometa - Biga - Bilucao - Cabulihan - Cawayanin - Gangahin - Ibabang Burgos - Ibabang Pacatin - Ibabang Piña - Ibabang Soliyao - Ilayang Burgos - Ilayang Pacatin | - Ilayang Piña - Ilayang Soliyao - Nag-Cruz - Osmeña - Payte - Pinagbayanan - Masaya (Pob.) - Manggahan (Pob.) - Dulong Bayan (Pob.) - Pag-Asa (Pob.) - Castillo (Pob.) - Maaliw (Pob.) - Mayubok (Pob.) | - Pamilihan (Pob.) - Dalampasigan (Pob.) - Poctol - Quezon - Quinagasan - Rizalino Catan - Saguinsinan - Sampaloc - San Roque - Sisirin - Sumag Este - Sumag Norte - Sumag Weste |